# Cuenca Dirichlet-Jackson
La Cuenca Dirichlet-Jackson es una depresión de impacto del Período Pre-Nectarico situada en el lado oculto de la luna.  Debe su nombre a los cráteres Dirichlet (en el margen sureste) y Jackson (al noroeste de la cuenca). Se halla al norte de la cuenca Korolev, de similar tamaño.
Esta cuenca no es obvia en la superficie lunar debido a que ha sido ocultada por numerosos impactos posteriores. Fue descubierta gracias a la cartografía topográfica realizada por la aeronave Clementine en 2000.
Incluidos dentro de la cuenca figuran los cráteres Raimond, Bredikhin, Mitra, y Henyey (cráter) (adyacente a Dirichlet), así como otros muchos cráteres satélite. Al sur de la cuenca se hallan Engel'gardt y el Punto más alto de la Luna. Al suroeste aparecen Lebedinskiy y Zhukovskiy; con McMath al noroeste. Al nordeste se halla Mach, y al sureste Tsander.

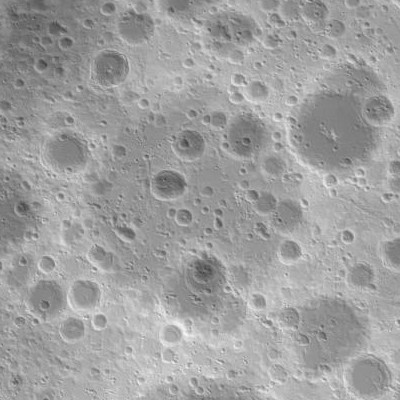
Mapa topográfico
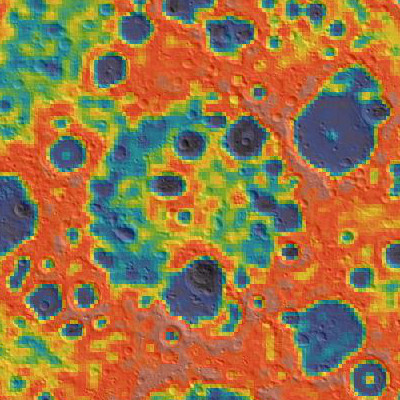
Mapa de gravedad basado en GRAIL